# بريت دافرن
|توقيع=
|الرمز=
}}
بريت دافرن (بالإنجليزية: Brett Davern)‏ مواليد 16 مارس 1983 في إدموندز، الولايات المتحدة، هو ممثل أمريكي بدأ مسيرته الفنية سنة 2006.

## الأعمال

### أفلام
- فيلم 43 (2013)
- حب ورحمة (2014) (بدور: كارل ويلسون)
- تجربة سجن ستانفورد (2015)

### مسلسلات
- سي إس آي: ميامي (2008) (بدور: جستين مارش)
- كولد كيس (2009) (بدور: فين كوبر)
- إن سي آي إس (2012) (بدور: كريس تايلور)

## وصلات خارجية
- بريت دافرن على موقع IMDb (الإنجليزية)
- بريت دافرن على موقع روتن توميتوز (الإنجليزية)
- بريت دافرن على موقع قاعدة بيانات الفيلم (الإنجليزية)
- www.imdb.com/name/nm2044985|الموقع الرسمي}}